# Liuixalus romeri
Liuixalus romeri es una especie de anfibio anuro de la familia Ranidae.

## Distribución geográfica yhábitat
Es endémica de varias islas de Hong Kong (Lantau, Lamma, Po Toi y Chek Lap Kok). Vive en zonas selváticas en altitudes de entre 320 y 1080 metros.
Esta especie se encuentra amenazada de extinción debido a la destrucción de su hábitat natural.